# Stictopleurus knighti
Stictopleurus knighti är en insektsart som beskrevs av Harris 1942. Stictopleurus knighti ingår i släktet Stictopleurus och familjen smalkantskinnbaggar. Inga underarter finns listade i Catalogue of Life.